# Hedylidae
De Hedylidae zijn een familie van vlinders in de superfamilie Papilionoidea (dagvlinders). Deze familie is beperkt tot Midden- en Zuid-Amerika en telt slechts één geslacht (Macrosoma) met ruim 40 soorten. Doordat deze dagvlinders voornamelijk nachtactief zijn en de antennes, in tegenstelling tot de andere dagvlinders, niet in een verdikking eindigen, vertonen ze een gelijkenis met bepaalde nachtvlinders, met name met de spanners (Geometridae). Ze beschikken verder over speciale gehoororganen aan de basis van hun voorvleugels, waarmee ze ultrasone geluiden van vleermuizen (een belangrijke vijand) kunnen opvangen.